# 7094 Godaisan
7094 Godaisan eller 1992 RJ är en asteroid i huvudbältet som upptäcktes den 4 september 1992 av den japanska astronomen Tsutomu Seki vid Geisei-observatoriet. Den är uppkallad efter berget Godaisan i utkanten av den japanska staden Kochi.
Den tillhör asteroidgruppen Gefion.